# Le silence vous gardera
 (février 2022).
Si vous disposez d'ouvrages ou d'articles de référence ou si vous connaissez des sites web de qualité traitant du thème abordé ici, merci de compléter l'article en donnant les références utiles à sa vérifiabilité et en les liant à la section « Notes et références ».

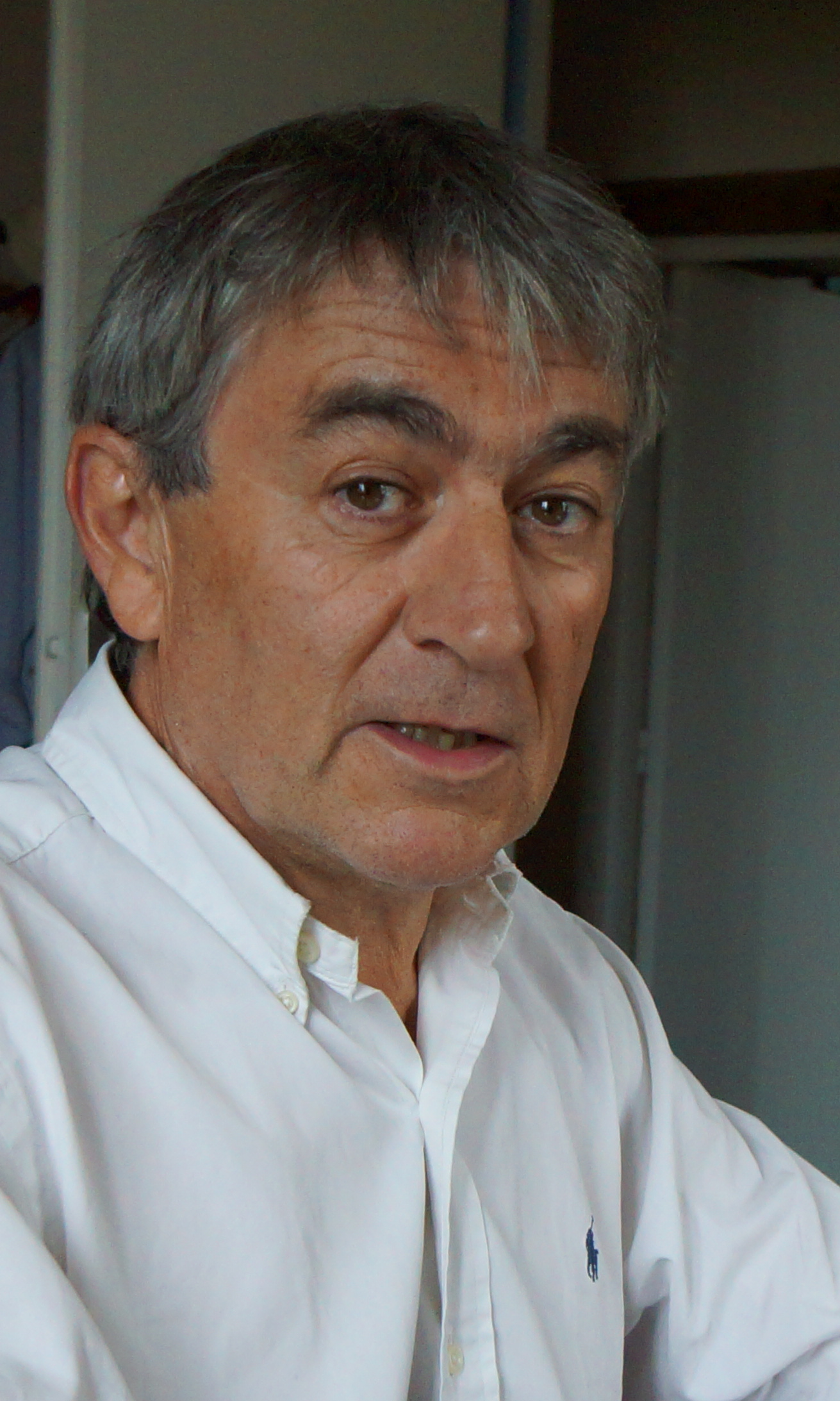
Patrick Denaud, auteur du livre

Le silence vous gardera est un livre autobiographique écrit par Patrick Denaud et paru en 2013 aux éditions Les Arènes sous la direction éditoriale de Florent Massot. Le silence vous gardera a été élu en mai 2013 meilleur livre du mois par les Fnac.
Ce livre autobiographique est le témoignage d'un journaliste devenu honorable correspondant[réf. nécessaire] (HC) puis agent secret. De 1994 à 2002, Patrick Denaud a ainsi travaillé pour les services secrets français.

## Résumé

### Le correspondant de guerre
Dans les années 1980, Patrick Denaud est reporter caméraman pour TF1 puis pour la chaîne américaine CBS News,,,. De l’Afghanistan à l’Irak en passant par le Liban et le Chili ultra violent de Pinochet, il couvre pratiquement toutes les guerres et les catastrophes humanitaires de cette décennie fertile.
Les chocs émotionnels avec leurs répercussions familiales s’accumulent. Lentement cette confrontation quasi permanente avec la destruction, la mort, la douleur des survivants et surtout la haine et le terrorisme, minent l’image qu’il se fait de lui-même et de la finalité de son métier. Sa position de témoin permanent lui devient insupportable.
Lors d'un reportage au fin fond de l'Afghanistan avec Pierre, un ami journaliste, il comprend soudain que ce dernier est aussi en mission de renseignements pour les services secrets français. Horrifié, il rompt et décide de rentrer de son côté, laissant Pierre continuer obstinément vers son objectif malgré la douleur permanente d’une jambe gravement blessée au Vietnam. Cette rupture le marque.
Septembre 1986, Patrick Denaud arrive rue de Rennes quelques minutes après l’attentat sanglant. L’horreur en plein Paris. « Dans le concert assourdissant des sirènes, devant ces gens hagards le visage couvert de sang, les habits déchiquetés, face à ces corps mutilés», il est indigné, sa vie bascule. Le  terrorisme ne peut plus le laisser indifférent. Il ne peut plus simplement comptabiliser les morts.
Ces images sanglantes qu’il connaît trop bien, la haine de tout ce qu’il aime qu’elles suggèrent lui font franchir le pas et écrire une proposition de collaboration à un service de renseignement (la DGSE) pour lutter contre le terrorisme,,.

### L'agent secret
Il a presque oublié sa lettre lorsqu’il est contacté quelques mois plus tard pour une rencontre informelle avec celui qui deviendra son  officier traitant  et dont, au cours des dix années qui vont suivre, il ne connaitra jamais que le prénom, sans doute faux : Jacques.
C'est un bonhomme à l’allure banale, transparente même, habillé sobrement sans excentricité, qui n’élève jamais la voix et écoute avec attention. Très vite s’impose comme le personnage central de la nouvelle existence de Patrick.
« Jacques » sait l’écouter et lui parler, être patient ou autoritaire.
Patrick suit un entrainement au cours duquel il apprend la filature mais aussi son repérage et son esquive puis les techniques qui permettent d’obtenir des renseignements dans l’action clandestines. Il y apprend surtout les principes intangibles de sécurité au nombre desquels le plus important : le silence.
Pour assurer ses missions, Patrick Denaud passe de la caméra à l'écriture de livres ; plus discret, moins dépendant d'un travail d'équipe et d'une chaine de télévision. C'est la couverture idéale. Même avec la meilleure formation, aucun agent de renseignement ne pourra jamais acquérir les réflexes, les codes et la culture journalistique que les années de terrain ont inculqués à Patrick Denaud.
Londres, Karachi, Bagdad, Kaboul… Toutes ses missions sont orientées vers le renseignement sur la mouvance islamiste radicale et les groupes terroristes. Les missions s'enchainent sous la couverture de livres d'entretiens dont certains trouveront un éditeur, ce qui renforce la couverture de journaliste indépendant spécialisé de Patrick Denaud. Le silence, le mensonge et la manipulation deviennent une seconde nature,. Etre agent secret c’est accepter de vivre en marge de sa propre vie :
Les missions le plongent aussi dans un univers glauque de villes dangereuses pour les occidentaux et d'hôtels étranges où se croisent, et parfois disparaissent violemment, toute une faune de vrais et de faux espions, de journalistes aventuriers, d’humanitaires en quête de causes, de marchands d'armes ou de cinglés qui prétendent vendre avant l'heure des drones de surveillance à la résistance afghane.
On ne ressort pas indemne de ce cloaque et chaque retour vers le monde normal est d'autant plus difficile que Patrick Denaud est tenu au silence. En tout premier lieu vis-à-vis de sa famille qui a du mal à comprendre qu'il disparaisse si longtemps pour écrire des livres qui rapportent si peu d'argent. Mais il souffre aussi de ce silence vis-à-vis des copains qu'il a l'impression de trahir en permanence mais dont certains discours et analyses sont tellement loin de la réalité qu'il connait qu'il en vient à parfois les dédaigner.
Tout au long de ces années, sans jamais vraiment donner de prises sur sa propre histoire mais en suggérant par des allusions presque pudiques qu'il connait les mêmes affres, Jacques l’officier traitant va guider Patrick Denaud. Le débriefing des missions qui se tient toujours dans un café dès le retour sert évidemment à récupérer des renseignements qui seront analysés dans les bureaux mais surtout de sas d'un monde vers l'autre sans lequel Patrick Denaud décrocherait. Assumer la solitude est la qualité première chez un espion mais, le principal travail de  l'officier traitant est de maintenir la détermination et la motivation de son poulain. Jacques est un  personnage à la John Le Carré. Il a du talent, il sait choisir les mots qui conviennent face ses interrogations et ses doutes.
Patrick Denaud prend de plus en plus de risques dans ses missions. Il repère et signale des individus de plus en plus dangereux, prêt au terrorisme le plus sauvage. Mais il sent que quelque chose a changé dans le traitement de ses informations. Jacques laisse paraitre un certain agacement sur le manque de réactions de sa hiérarchie aux pépites qu'il ramène.

### Karachi, fin de partie
Patrick Denaud ne comprend ces signes que lorsque de retour d'une mission particulièrement délicate à Karachi au cours de laquelle il est prévenu que des attentats vont être dirigés contre les intérêts français dans cette ville. Plein d'impatience à transmettre cette menace imminente, il rentre dans un mur : Jacques a été remplacé et ne reparaitra pas. Véronique, son nouvel officier traitant semble en permanence faire un remplacement, occupée qu'elle est à d'autres tâches bien plus importantes que d'écouter les divagations d'un agent de terrain.
La DGSE a changé de mains. Elle est passée de celles des anciens militaires parfois un peu obtus mais fins connaisseurs des hommes, de leurs motivations et du terrain à des civils férus de renseignement électronique basé sur les écoutes des communications et les images satellites, les hommes de terrains jugés moins productifs et en en tous cas plus difficiles à gérer passent au second plan. Impulsé par la CIA avec sa passion du dernier cri, l'espionnage est passé du HUMINT (Human Intelligence) à l'ELINT (Electronic Intelligence). Elle le payera cher en ignorant les alertes bien réelles d'un vieil agent de terrain qui n'arrivera pas à faire croire à la réalité de la menace sur les tours du World Trade Center.
8 mai 2002, un mois après le retour de Patrick Denaud, l'attentat de Karachi tue 14 personnes dont 11 techniciens français de la Direction des Constructions Navales dont les conditions de sécurité déplorables lors des trajets quotidiens et à heures régulières de leur hôtel au chantier naval n'ont jamais été remises en question alors qu’ils travaillaient sur des sous marins militaires vendus par la France au Pakistan. Cible parfaite.
Morts pour la France.
Patrick Denaud, sans doute classé à risque pour son insistance à parler du Pakistan et de la menace des intérêts français, voit dix ans de sa vie disparaître comme s’ils n'avaient jamais existé. Dans l'action, Patrick Denaud  a oublié que la première utilisation du renseignement est politique. Du jour au lendemain, sans explication, le Service qu'il ne connait qu'à travers les rencontres dans des bistrots avec Jacques rompt le contact. « Licencié » sans ménagement d’une « entreprise » qui ne l'a jamais officiellement employé.
Il reste seul avec sa rancœur, ses questions et pour tout interlocuteur, le silence.